# 布倫迪奧
布倫迪奧（法語：Blendio），是馬里的城鎮，位於該國西南部，由錫卡索區的錫卡索省負責管轄，處於錫卡索西北面81公里，面積369平方公里，2009年人口18,207，人口密度每平方公里49.34人。